# Dayron Robles
Dayron Robles Planes (Guantánamo, 19 novembre 1986) è un ostacolista cubano, campione olimpico dei 110 metri ostacoli a Pechino 2008.
Ha detenuto, dal 12 giugno 2008 al 7 settembre 2012, il record mondiale dei 110 m ostacoli con il tempo di 12"87, realizzato in occasione del meeting di Ostrava. A livello indoor detiene la terza prestazione mondiale nei 60 metri ostacoli con 7"33, dietro al britannico Colin Jackson e allo statunitense Grant Holloway.

## Biografia
Nato a Guantánamo, si mette in luce ai Mondiali juniores nel 2004, tenutisi a Grosseto, vincendo la medaglia d'argento nella sua specialità, i 110 metri ostacoli. La sua medaglia è anche l'unica della rassegna per Cuba.
Dopo un argento conquistato nel 2005 ai Campionati centroamericani e caraibici, ottiene un'altra medaglia d'argento, dietro allo statunitense Terrence Trammell, nei 60 metri ostacoli durante i Mondiali indoor di Mosca dell'anno successivo. Il tempo con cui si classifica al secondo posto è anche il suo nuovo primato personale.
L'anno si conclude con due piazzamenti di rilievo: un terzo posto alla World Athletics Final e una seconda posizione in Coppa del mondo ad Atene.
Nel 2007 vince la medaglia d'oro ai Giochi panamericani di Rio de Janeiro mentre ai Mondiali di Osaka rimane giù dal podio, classificandosi quarto. Il 23 settembre 2007, a Stoccarda durante la World Athletics Final, stabilisce il suo nuovo record personale, nonché miglior prestazione mondiale dell'anno, con il tempo di 12"92. Con questo riscontro cronometrico Robles diventa il quarto atleta più veloce di sempre sui 110 metri ostacoli.

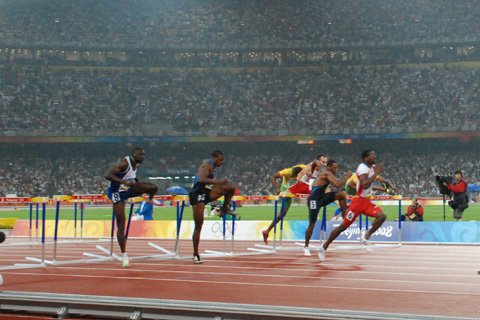
Robles durante la finale olimpica di Pechino 2008

Nell'edizione 2008 dei Mondiali indoor di Valencia non riesce a superare le batterie, essendo rimasto sui blocchi di partenza dopo aver creduto ad una partenza falsa del rivale Liu Xiang. Il disappunto per l'atleta cubano, autore di 9 degli 11 tempi più veloci durante la stagione indoor, è davvero grande.
Tuttavia la stagione 2008 gli riserva non poche soddisfazioni. Il 12 giugno durante il meeting di Ostrava stabilisce il nuovo record mondiale dei 110 m ostacoli con il tempo di 12"87, migliorando di 1 centesimo il vecchio primato detenuto dal cinese Liu Xiang. Qualche giorno dopo a Saint-Denis sfiora il suo primato con il tempo di 12"88, seconda miglior prestazione di sempre.
Ai Giochi olimpici di Pechino l'attenzione mediatica è tutta per il possibile scontro tra il neo-primatista del mondo Robles e l'ex-primatista, nonché idolo di casa, Liu Xiang, che però non va oltre le batterie a causa di un problema fisico che ne aveva condizionato l'attività agonistica negli ultimi mesi, mentre Robles avanza agevolmente. In finale il cubano conquista la medaglia d'oro fermando il cronometro a 12"93.
La stagione 2009 di Robles è segnata da un infortunio muscolare che ne pregiudica la stagione e non gli permette di avanzare oltre le semifinali dei Mondiali di Berlino, poi vinti a sorpresa dal barbadiano Ryan Brathwaite.
Dopo essersi ristabilito completamente dall'infortunio, Robles si presenta in ottima forma per la stagione agonistica del 2010. Ai Mondiali indoor, tenutisi a Doha, Robles vince la medaglia d'oro precedendo di poco lo statunitense Terence Trammell e facendo segnare il mondiale stagionale con 7"34, ad un solo centesimo dal suo primato personale.
L'anno successivo, ai Mondiali di Taegu, dopo l'iniziale vittoria, viene squalificato per un contatto irregolare ai danni di Liu Xiang.
Ai Giochi olimpici di Londra 2012 riesce a qualificarsi per la finale dei 110 m ostacoli, che tuttavia non porta a termine. Dopo aver lasciato la nazionale cubana, nel 2016 viene fermato da un nuovo infortunio muscolare che ne mette in dubbio la partecipazione ai Giochi olimpici di Rio de Janeiro 2016.

## Record nazionali

### Seniores
- 60 metri ostacoli indoor: 7"33 ( Düsseldorf, 8 febbraio 2008)
- 110 metri ostacoli: 12"87 ( Ostrava, 12 giugno 2008) (Record mondiale fino al 7 settembre 2012)

## Progressione

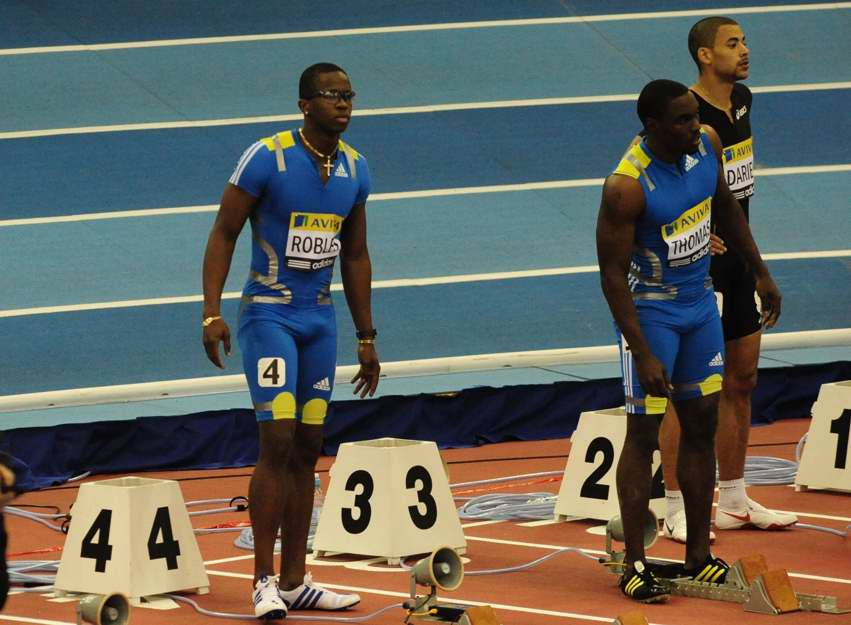
Robles (a sinistra) ai blocchi di partenza dei 60 hs del meeting di Birmingham del 2010

### 60 metri ostacoli indoor
| Stagione | Tempo | Luogo      | Data      | Rank. Mond. |
| -------- | ----- | ---------- | --------- | ----------- |
| 2014/15  | 7"53  | Berlino    | 14-2-2015 | 10º         |
| 2013/14  | 7"51  | Praga      | 25-2-2014 | 5º          |
| 2011/12  | 7"50  | Birmingham | 18-2-2012 | 6º          |
| 2010/11  | 7"51  | Stoccarda  | 5-2-2011  | 4º          |
| 2009/10  | 7"34  | Doha       | 14-3-2010 | 1º          |
| 2007/08  | 7"33  | Düsseldorf | 8-2-2008  | 1º          |
| 2006/07  | 7"38  | Stoccarda  | 3-2-2007  | 1º          |
| 2005/06  | 7"46  | Mosca      | 11-3-2006 | 2º          |

### 110 metri ostacoli
| Stagione | Tempo | Luogo      | Data      | Rank. Mond. |
| -------- | ----- | ---------- | --------- | ----------- |
| 2017     | 13"66 | L'Avana    | 26-5-2017 | 103º        |
| 2015     | 13"32 | Turku      | 25-6-2015 | 23º         |
| 2014     | 13"29 | Rovereto   | 2-9-2014  | 19º         |
| 2013     | 13"18 | Sotteville | 8-7-2013  | 10º         |
| 2012     | 13"10 | Londra     | 8-8-2012  | 8º          |
| 2011     | 13"00 | Zagabria   | 13-9-2011 | 2º          |
| 2010     | 13"01 | Losanna    | 8-7-2010  | 2º          |
| 2009     | 13"04 | Ostrava    | 17-6-2009 | 1º          |
| 2008     | 12"87 | Ostrava    | 12-6-2008 | 1º          |
| 2007     | 12"92 | Stoccarda  | 23-9-2007 | 1º          |
| 2006     | 13"00 | Stoccarda  | 9-9-2006  | 4º          |
| 2005     | 13"46 | Windsor    | 29-7-2005 | 30º         |
| 2004     | 13"75 | L'Avana    | 24-6-2004 | 116º        |
| 2003     | 14"30 | L'Avana    | 27-5-2003 | 439º        |

## Palmarès

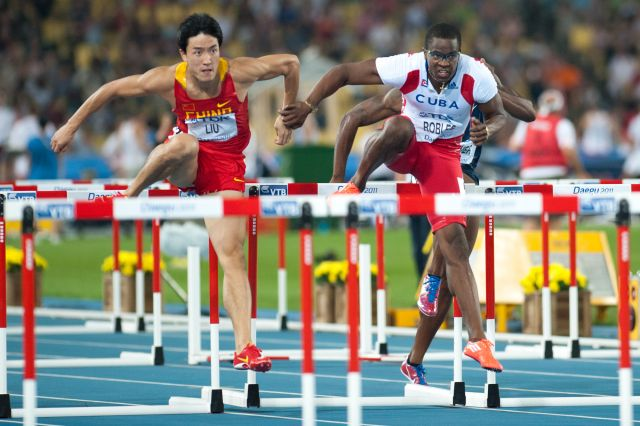
Robles (a destra) durante la finale dei Mondiali di

| Anno | Manifestazione      | Sede           | Evento   | Risultato  | Prestazione | Note                          |
| ---- | ------------------- | -------------- | -------- | ---------- | ----------- | ----------------------------- |
| 2003 | Mondiali U18        | Sherbrooke     | 110 m hs | 6º         | 13"91       |                               |
| 2004 | Mondiali U20        | Grosseto       | 110 m hs | Argento    | 13"77       |                               |
| 2005 | Campionati CAC      | Nassau         | 110 m hs | Argento    | 13"41       |                               |
| 2005 | Mondiali            | Helsinki       | 110 m hs | Semifinale | 14"16       |                               |
| 2006 | Mondiali indoor     | Mosca          | 60 m hs  | Argento    | 7"46        | Miglior prestazione personale |
| 2006 | Giochi CAC          | Cartagena      | 110 m hs | Oro        | 13"12       | Record dei Giochi             |
| 2007 | Giochi panamericani | Rio de Janeiro | 110 m hs | Oro        | 13"25       |                               |
| 2007 | Giochi panamericani | Rio de Janeiro | 4×100 m  | 5º         | 39"46       |                               |
| 2007 | Mondiali            | Osaka          | 110 m hs | 4º         | 13"15       |                               |
| 2008 | Mondiali indoor     | Valencia       | 60 m hs  | Batteria   | 8"53        |                               |
| 2008 | Giochi olimpici     | Pechino        | 110 m hs | Oro        | 12"93       |                               |
| 2009 | Campionati CAC      | L'Avana        | 110 m hs | Oro        | 13"18       |                               |
| 2009 | Mondiali            | Berlino        | 110 m hs | Semifinale | dnf         |                               |
| 2010 | Mondiali indoor     | Doha           | 60 m hs  | Oro        | 7"34        | Record dei campionati         |
| 2011 | Mondiali            | Taegu          | 110 m hs | Finale     | dq          |                               |
| 2011 | Giochi panamericani | Guadalajara    | 110 m hs | Oro        | 13"10       |                               |
| 2012 | Giochi olimpici     | Londra         | 110 m hs | Finale     | dq          |                               |

## Altre competizioni internazionali
2006
- Argento alla World Athletics Final ( Stoccarda), 110 m hs - 13"00
- Bronzo in Coppa del mondo ( Atene), 110 m hs - 13"06

2007
- Oro alla World Athletics Final ( Stoccarda), 110 m hs - 12"92

2011
- Vincitore della Diamond League nella specialità dei 110 m hs (16 punti)